# Geología de la zona de Bryce Canyon

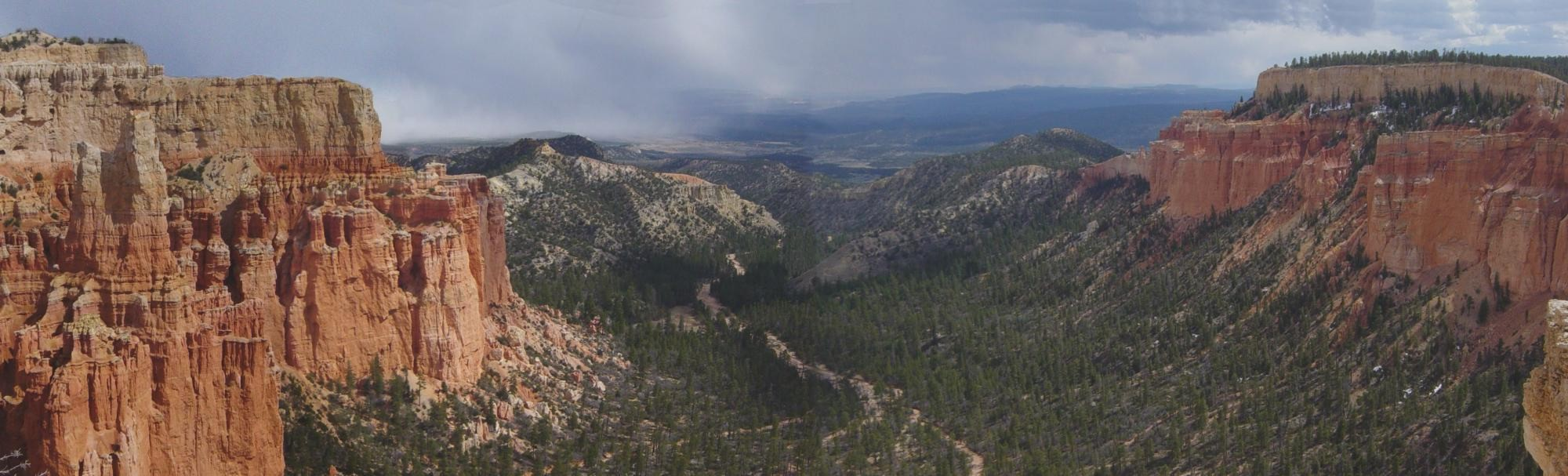
El mirador Paria muestra un arroyo intermitente que fluye hacia el río Paria, unos 13 km al este. Alrededor de 3 km de distancia está la falla Paunsaugunt; una falla normal a lo largo de la cual el valle del río Paria está bajando por un lado, mientras que la meseta Paunsaugunt sube por el otro. Los acantilados de color rosa, terrazas y anfiteatros a lo largo de la cara oriental de la cara este erosionada de la meseta expone aproximadamente los 50 millones de años de edad de la formación Claron.

La geología de la zona de Bryce Canyon en Utah que ha quedado expuesta muestra un registro de la deposición que cubre la última parte del período Cretácico y la primera mitad de la era Cenozoico de América del Norte. El antiguo ambiente de depósito de la región en torno a lo que hoy es el parque nacional Bryce Canyon varió desde el mar poco profundo cálido del Cretácico (llamado Mar interior occidental) en el que se depositaron la Formación Dakota, arenisca de Dakota y la lutita de Tropic a los arroyos y lagos de agua dulce que aportaron los sedimentos a la colorida formación Claron que domina los anfiteatros del parque.
Otras formaciones se crearon también, pero se han erosionado en su mayor parte después de la elevación por la orogenia Laramide que se inició hace unos 70 millones de años. Este evento creó las Montañas Rocosas, lejos hacia el este, y ayudó a cerrar el mar que cubría la zona. Una gran parte del oeste de América del Norte comenzó a extenderse en la cercana topografía de Cuenca y Sierra hace 15 millones de años. Si bien no forma parte de esta región, la mayor parte de Bryce se formó en los altiplanos por las mismas fuerzas. El levantamiento de la meseta del Colorado y la apertura del golfo de California hace 5 millones de años cambió el drenaje del río Colorado y sus afluentes, incluyendo el río Paria, los que estaban erosionando hacia sus cabeceras en medio de dos mesetas adyacentes al parque. El levantamiento causó la formación de uniones verticales que posteriormente se erosionaron preferencialmente para formar los pináculos independientes denominados hoodoos, las tierras baldías y los monolitos que se pueden observar en la actualidad.
Las formaciones expuestas en el área del parque son parte de la Gran Escalinata. Los miembros más antiguos de esta supersecuencia de unidades rocosas están expuestas en el Gran Cañón, las intermedias en el parque nacional Zion y las más jóvenes en la zona del Bryce Canyon. Un pequeño monto de solapamiento se produce en y alrededor de cada parque.

## Gran Escalinata

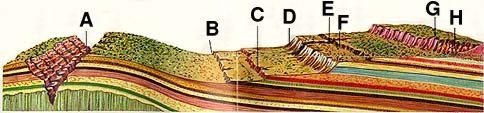
Gran Cañón (A), Chocolate Cliffs (B), Vermilion Cliffs (C), White Cliffs (D), Zion Canyon (E), Gray Cliffs (F), Pink Cliffs (G), Bryce Canyon (H)

Las rocas expuestas en Bryce Canyon son alrededor de unos 100 millones de años más jóvenes que las encontradas en las cercanías de parque nacional de Zion, y las rocas expuestas en Sion son más jóvenes que las del Gran Cañón hacia el sur.
Sin embargo, estas tres comparten unidades rocosas, creando una supersecuencia de formaciones geológicas que los especializas llaman «Gran Escalinata». En conjunto, este conjunto de capas rocosas mantienen registros con alrededor de 2000 millones de años de historia de la Tierra. Las formaciones de Bryce Canyon son las más unidades jóvenes que se conocen en la Gran Escalinata; aquellas unidades aún más nóveles, si alguna vez existieron, han sido eliminadas por la erosión.

## Mar cretácico

### Avance
En el Cretácico un mar superficial se extendía por el interior de América del Norte desde el Golfo de México en el sur hasta Utah y posteriormente hasta el Océano Ártico en el extremo norte. Los geólogos llaman a este mar poco profundo mar cretácico o mar interior occidental. Este mar dividía América del Norte en dos porciones; la sección este dominada por los antiguos Montes Apalaches y una sección occidental compuesta principalmente por las montañas Sevier aún en crecimiento, formadas a partir de fallas de empuje poco profundas causadas por la orogenia de Sevier. Así como la línea costera se movía hacia adelante y hacia atrás, el área Bryce formaba alternadamente parte de la masa terrestre de Sevier y del mar cretácico. Capas alternas no marinas, intermareales y sedimentos marinos se posaron una sobre otra como consecuencia de ello.
Conglomerados, limolitas y fósiles ricos en piedra arenisca, que en conjunto alcanzan hasta los 300 pies (91,4 m) de grosor marcan la llegada del mar interior occidental. Llamada como la Arenisca de Dakota, es la más antigua formación expuesta en la zona del Bryce Canyon, pero la más joven en exposición en la zona de los cañones Zion y Kolob hacia el suroeste. Abundantes cantidades de madera petrificada, capas de ostras que contienen millones de fósiles y carbón se encuentran en el Dakota. En el área de Bryce Canyon se puede ver esta formación en el Valle Paria, donde se encuentra como una manta litificada de arena que probablemente se acumuló en playas, lagunas y vastos pantanos productores de carbón donde el mar cretácico transgredía —avanzaba hacia el interior— a lo largo de la región, para luego retirarse. Se asienta discordantemente sobre formaciones del Jurásico mucho más antiguas que no están expuestas en el área inmediata —véase la geología de la zona de Zion y Kolob cañones para una discusión sobre estos sedimentos más antiguos.
Barro y sedimentos fueron depositados en la parte superior de la Formación Dakota mientras el mar se hizo más profundo y tranquilo en la zona. El trópico de esquisto resultante —que va de gris oscuro a negro— registra la transgresión máxima del mar interior en Utah, que alcanza a 1000 pies (304,8 m) de espesor en el Anfiteatro de Paria. Esta forma las malas tierras sin vegetación observadas en el Valle del trópico y es quizás la formación más rica de fósiles en la zona, donde es posible encontrar numerosas caparazones rectas y amonitas en espiral.

### Retroceso
El mar cretácico ya estaba en retirada al este y al sur en la época en que la formación Straight Cliffs de 1700 pies (518,2 m) de espesor se depositó. Sus miembros representan diversas etapas en este proceso:
- La piedra arenisca de los acantilados en el Tibbet Canyon por ejemplo, se depositaron concordantemente sobre la parte superior del esquisto tropical en el llano marino y más tarde, cerca de los ambientes costeros.
- Los esquistos y las areniscas del Smoky Hollow por otro lado, se depositaron en la parte superior de su capa basal rica en lutita carbonada, más precisamente sobre pantanos costeros y lagunas cercanas a las riveras del mar.
- En el John Henry, las capas alternadas de esquistos y areniscas mezcladas con enormes yacimientos de carbón se establecieron en pantanos, lagunas y entornos fluviales.
- El Drip Tank, miembro que no se encuentra en el Bryce Canyon,[4] se erosiona para formar acantilados casi imposibles de escalar y escarpes de areniscas color blancuzco a amarillo-gris con intercalaciones de capas relativamente delgadas de esquisto y lutita. Pueden encontrarse dientes de tiburón en las partes inveriores de la formación.[1]

Los lagos y ríos que fluyen al este se transformaron en el lugar dominante de descanso para los sedimentos después de la retirada del mar cretácico. Las lutitas y areniscas de la Formación Wahweap  700 pies (213,4 m) de espesor fueron depositadas en el agua en movimiento —ajuste fluvial—. Esta formación es parte de los Grey Cliffs en la Gran Escalera que se mencionó previamente. Ésta contiene abundantes fósiles de vertebrados, incluyendo dinosaurios tales como los hadrosaurios.

## La formación Hoodoo en el Bryce Canyon
El miembro Rosado de la formación Claron se compone principalmente de piedra caliza fácilmente erosionable y relativamente blanda. Cuando la lluvia se combina con el dióxido de carbono, se forma una solución débil de ácido carbónico. Este ácido ayuda a disolver lentamente la piedra caliza en la formación Claron grano a grano. Es este proceso de meteorización química ronda los bordes de los hoodoos y les da sus perfiles desiguales y protuberantes.
En el invierno, el derretimiento de la nieve se filtra en las grietas y las articulaciones, para congelarse por las noches; la fuerza del hielo en expansión contribuye a erosionar la roca en la formación Claron. Más de 200 de estos ciclos de congelación/descongelación se producen cada año en el Bryce Canyon. La gelifracción explota y amplía los planos conjuntos casi verticales que dividen a los miembros rosados de la formación Claron.
Las capas internas de lutita, conglomerados y limolitas interrumper la piedra caliza horizontalmente. Estas capas son más resistentes al ataque de ácido carbónico y, por consiguiente, pueden actuar como losas de protección de las aletas, ventanas y hoodoos. Muchos de los hoodoos más duraderos están cubiertos con un tipo piedra caliza rica en magnesio llamada dolomita. La dolomita se disuelve a un ritmo mucho más lento, y por lo tanto, protege a la piedra caliza interior más débil.
Sin embargo, los mismos procesos que crean hoodoos eventualmente también los destruyen. En el caso de Bryce Canyon, la tasa de erosión de los hoodoos es de 2-4 pies —0.6-1.3m— cada 100 años. Como el cañón se sigue erosionando al oeste, eventualmente con el tiempo capturará —tal vez en 3000 mil años más— a la cuenca del East Fork del río Sevier. Una vez que este río fluya a través del anfiteatro Bryce dominará el patrón de erosión, reemplazando a los hoodoos con un cañón en forma de V, paredes rocosas escarpadas típicas de la erosión y patrones de erosión creados por los ríos. Un presagio de esto se puede observar en el Water Canyon mientras se recorre el Mossy Cave Trail; un canal de derivación se ha tomado una parte del East Fork del río Sevier, a través de esta sección del parque de más de 100 años.